# 洼张村 (利津县)
洼张村 ，中华人民共和国山东省东营市利津县北宋镇所辖行政村。位于利津县西南部。全村人口144户，514人(2010年底)。耕地面积1020亩。区划代码370522101201。